# ويليام ليس
ويليام ليس هو سياسي كندي، ولد في 21 نوفمبر 1821، وتوفي في 1903. حزبياً، نشط في حزب أونتاريو المحافظ التقدمي. وقد انتخب عضو برلمان مقاطعة أونتاريو.